# Katyn (vattendrag i Belarus)
Katyn (ryska: Катынь) är ett vattendrag i Belarus.   Det ligger i voblasten Homels voblast, i den sydöstra delen av landet, 250 km sydost om huvudstaden Minsk.
Omgivningarna runt Katyn är en mosaik av jordbruksmark och naturlig växtlighet. Runt Katyn är det ganska glesbefolkat, med 39 invånare per kvadratkilometer.